# Rondinella Impruneta 2001-2002
Questa pagina raccoglie le informazioni riguardanti la Rondinella Impruneta nelle competizioni ufficiali della stagione 2001-2002.

## Rosa
| N. |                      | Ruolo | Calciatore              |
| -- | -------------------- | ----- | ----------------------- |
|    | Italia (bandiera)    | C     | Alessandro Alessandrini |
|    | Italia (bandiera)    | A     | Marco Ascenzi           |
|    | Italia (bandiera)    | C     | Marco Bicchierai        |
|    | Italia (bandiera)    | C     | Marco Briganti          |
|    | Italia (bandiera)    | D     | Federico Buzzi          |
|    | Italia (bandiera)    | A     | Andrea Cardinali        |
|    | Italia (bandiera)    | C     | Andrea Consumi          |
|    | Italia (bandiera)    | A     | Andrea D'Avello         |
|    | Argentina (bandiera) | C     | Pablo De Bartolo        |
|    | Italia (bandiera)    | A     | Stefano Del Grande      |
|    | Italia (bandiera)    | A     | Andrea Faiazza          |
|    | Italia (bandiera)    | P     | Simone Frassinetti      |
|    | Italia (bandiera)    | C     | Francesco Galli         |
|    | Italia (bandiera)    | D     | Mirko Garaffoni         |
|    | Italia (bandiera)    | C     | Gherardo Giberti        |
|    | Italia (bandiera)    | C     | Vincenzo Langone        |
|    | Italia (bandiera)    | D     | Roberto Pallottini      |
|    | Italia (bandiera)    | A     | Nunzio Lazzaro          |
|    | Italia (bandiera)    | P     | Cristian Mandrelli      |

| N. |                      | Ruolo | Calciatore              |
| -- | -------------------- | ----- | ----------------------- |
|    | Italia (bandiera)    | A     | Francesco Masi          |
|    | Italia (bandiera)    | C     | Tommaso Migliori        |
|    | Italia (bandiera)    | C     | Johnny Modolo Perrelli  |
|    | Italia (bandiera)    | D     | Roberto Mollo           |
|    | Italia (bandiera)    | C     | Vasco Morelli           |
|    | Italia (bandiera)    | C     | Claudio Nuti            |
|    | Italia (bandiera)    | C     | Giacomo Paolini         |
|    | Italia (bandiera)    | C     | Samuele Parrotta        |
|    | Italia (bandiera)    | D     | Massimiliano Pellegrini |
|    | Argentina (bandiera) | A     | Peter Mauricio Romero   |
|    | Francia (bandiera)   | C     | Amadou Sanokho          |
|    | Italia (bandiera)    | C     | Andrea Semplici         |
|    | Italia (bandiera)    | D     | Emanuele Simoni         |
|    | Italia (bandiera)    | A     | Sandro Sorrentino       |
|    | Italia (bandiera)    | D     | Gabriele Spinelli       |
|    | Italia (bandiera)    | A     | Lorenzo Tarpani         |
|    | Italia (bandiera)    | C     | Carlo Valentini         |
|    | Italia (bandiera)    | D     | Massimiliano Vitali     |